# Mouhamed Faye
Mouhamed "Momo" Faye (Dakar; 5 de febrero de 2005) es un baloncestista senegalés que pertenece a la plantilla del Pallacanestro Reggiana de la Lega Basket Serie A italiana. Con 2,08 metros de estatura, juega en la posición de pívot.

## Trayectoria deportiva

### Primeros años
Nacido en Dakar, Senegal, tiene dos hermanos, un hermano y una hermana. Creció jugando al fútbol en Senegal, a menudo con su hermano. Cerca del campo de fútbol en el que jugaba había una cancha de baloncesto, y después de probarla, comenzó a entrenar en este deporte en 2018. Se convirtió en un jugador destacado en la zona y en 2021, cuando tenía 16 años, Andrea Menozzi, un cazatalentos que trabajaba para el Pallacanestro Reggiana en Italia, se fijó en él. Poco después  abandonó su país para integrarse en el club italiano.

### Profesional
Faye impresionó con el equipo juvenil de la Reggiana en la temporada 2022-23. Luego fue ascendido al equipo principal durante la temporada 2023-24 a los 18 años. Apareció en un total de 37 partidos para la Reggiana, en los que promedió 18 minutos, totalizando 8,3 puntos, 4,9 rebotes y 1,2 tapones por partido. Al término de la temporada, fue elegido mejor sub-23 de la Lega Basket Serie A.
Al término de la temporada, inicialmente inscribió su nombre para el draft de la NBA de 2024, pero el 15 de junio retiró su candidatura, optando por regresar al Pallacanestro Reggiana para la temporada 2024-25. Disputó con su equipo la Basketball Champions League (BCL), donde se convirtió en el jugador más joven en la historia de la competición en lograr 15 puntos, cinco rebotes y cinco tapones en un partido.

### Trayectoria internacional
Compitió para el equipo Next Generation en el Euroleague Basketball Next Generation Tournament de 2022-23. Promedió 19.8 puntos, incluyendo un partido con 33 puntos.